# Templo de Bulguksa
O Bulguksa é um templo budista em Gyeongju, na Coreia do Sul, antiga capital do Reino de Silla. Neste templo encontram-se sete tesouros nacionais da Coreia do Sul, incluindo os pagodes de Dabotap e Seokgatap, a Cheongun-gyo (Ponte da Nuvem Azul) e duas estátuas de buda de bronze banhado a ouro. O templo é considerado uma obra de arte do apogeu do budismo no Reino de Silla.
O Bulguksa era um pequeno templo que o Rei Beop-heung, ergueu para rezar pela prosperidade e paz no seu reinado. Actualmente o templo encontra-se como era em 1251, quando ele foi restaurado.
O Templo de Bulguska, juntamente com a Gruta de Seokguram, foi declarado Património Mundial da Unesco em 1995.

## Galeria
- Ficheiro:Temple-at-gyeongju.jpg

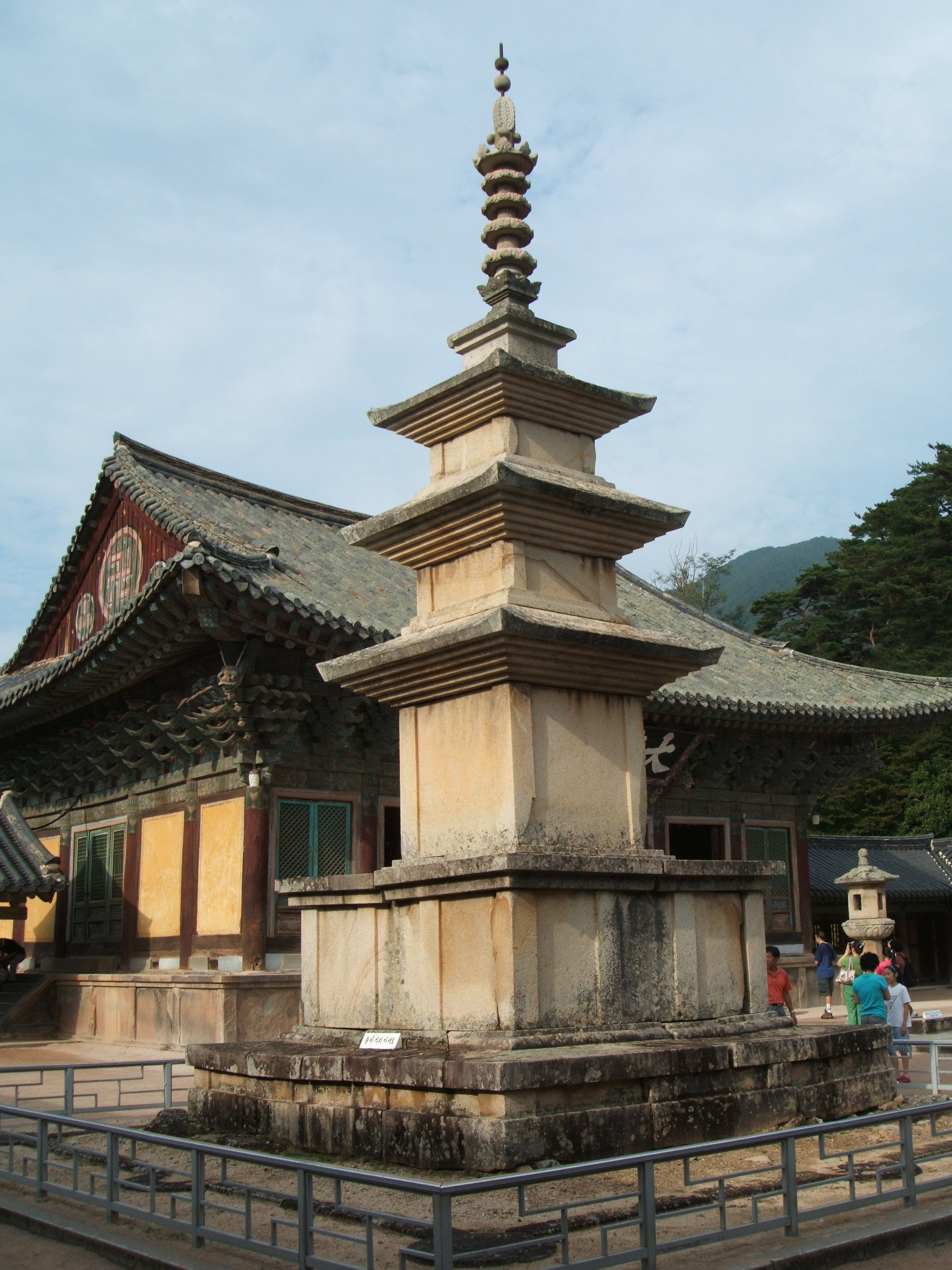
Pagode de Seokgatap
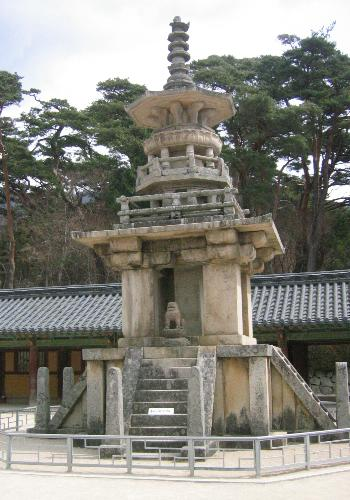
Pagode de Dabotap

Mapa de Bulguksa